# تشارلي لين
تشارلي لين (بالإنجليزية: Charlie Lynn)‏ هو ضابط وسياسي أسترالي، ولد في 14 يناير 1945 في أستراليا. حزبياً، نشط في الحزب الليبرالي الأسترالي. وقد انتخب عضو المجلس التشريعي نيو ساوث ويلز (19 أكتوبر 1995 – 6 مارس 2015).